# Verein für Bewegungsspiele Stuttgart 1893 2001-2002
Questa voce raccoglie le informazioni riguardanti il Verein für Bewegungsspiele Stuttgart 1893 nelle competizioni ufficiali della stagione 2001-2002.

## Stagione
Nella stagione 2001-2002 lo Stoccarda, allenato da Felix Magath, concluse il campionato di Bundesliga all'8º posto. In Coppa di Germania lo Stoccarda fu eliminato agli ottavi di finale dal Monaco 1860.

## Rosa
| N. |                        | Ruolo | Calciatore        |
| -- | ---------------------- | ----- | ----------------- |
| 1  | Germania (bandiera)    | P     | Timo Hildebrand   |
| 2  | Germania (bandiera)    | D     | Andreas Hinkel    |
| 3  | Germania (bandiera)    | D     | Timo Wenzel       |
| 4  | Angola (bandiera)      | D     | Rui Marques       |
| 5  | Brasile (bandiera)     | D     | Bordon            |
| 6  | Portogallo (bandiera)  | D     | Fernando Meira    |
| 7  | Germania (bandiera)    | C     | Silvio Meißner    |
| 8  | Germania (bandiera)    | C     | Jens Todt         |
| 9  | Romania (bandiera)     | A     | Ioan Ganea        |
| 10 | Bulgaria (bandiera)    | C     | Krasimir Balăkov  |
| 12 | Germania (bandiera)    | C     | Heiko Gerber      |
| 13 | Germania (bandiera)    | C     | Christian Tiffert |
| 14 | Germania (bandiera)    | D     | Thomas Schneider  |
| 15 | Bielorussia (bandiera) | C     | Aljaksandr Hleb   |
| 16 | Sudafrica (bandiera)   | C     | Bradley Carnell   |
| 17 | Germania (bandiera)    | C     | Jochen Seitz      |

| N. |                                 | Ruolo | Calciatore        |
| -- | ------------------------------- | ----- | ----------------- |
| 19 | Brasile (bandiera)              | A     | Adhemar           |
| 20 | Croazia (bandiera)              | C     | Zvonimir Soldo    |
| 21 | Germania (bandiera)             | D     | Jochen Endreß     |
| 22 | Germania (bandiera)             | A     | Kevin Kurányi     |
| 24 | Germania (bandiera)             | P     | Thomas Ernst      |
| 25 | Germania (bandiera)             | D     | Fabio Morena      |
| 26 | Croazia (bandiera)              | C     | Robert Vujevic    |
| 30 | Bosnia ed Erzegovina (bandiera) | P     | Adnan Masić       |
| 32 | Germania (bandiera)             | C     | Benjamin Adrion   |
| 33 | Germania (bandiera)             | A     | Steffen Handschuh |
| 34 | Germania (bandiera)             | C     | Marvin Braun      |
| 35 | Germania (bandiera)             | C     | Alessandro Caruso |
| 36 | Sudafrica (bandiera)            | A     | Sean Dundee       |
| 41 | Germania (bandiera)             | D     | Florian Lechner   |
| 43 | Germania (bandiera)             | D     | Steffen Kocholl   |
| 44 | Germania (bandiera)             | D     | Michael Rundio    |

## Organigramma societario
Area tecnica
- Allenatore: Felix Magath
- Allenatore in seconda: Seppo Eichkorn
- Preparatore dei portieri: Jochen Rücker
- Preparatori atletici: Gerhard Wörn

## Calciomercato

### Sessione estiva
| Acquisti | Acquisti       | Acquisti             | Acquisti |
| R.       | Nome           | da                   | Modalità |
| -------- | -------------- | -------------------- | -------- |
| C        | Marvin Braun   | Stoccarda (juniores) |          |
| D        | Michael Rundio | Stoccarda (allievi)  |          |

| Cessioni | Cessioni           | Cessioni          | Cessioni |
| R.       | Nome               | da                | Modalità |
| -------- | ------------------ | ----------------- | -------- |
| D        | Stefan Blank       | Werder Brema      |          |
| C        | Giuseppe Catizone  | Saarbrücken       |          |
| C        | Kristijan Đorđević | Schalke 04        |          |
| A        | Ahmed Hosny        | Gent              |          |
| C        | Rüdiger Kauf       | Arminia Bielefeld |          |
| C        | Krisztián Lisztes  | Werder Brema      |          |
| C        | Roberto Pinto      | Hertha Berlino    |          |
| C        | Pablo Thiam        | Bayern Monaco     |          |

### Sessione invernale
| Acquisti | Acquisti       | Acquisti | Acquisti |
| R.       | Nome           | da       | Modalità |
| -------- | -------------- | -------- | -------- |
| D        | Fernando Meira | Benfica  |          |

| Cessioni | Cessioni | Cessioni | Cessioni |
| R.       | Nome     | da       | Modalità |
| -------- | -------- | -------- | -------- |

## Risultati

### Bundesliga

#### Girone di andata
| Stoccarda 28 luglio 2001, ore 15:30 CEST 1ª giornata | Stoccarda | 0 – 0 referto | Colonia | Gottlieb-Daimler-Stadion (32 000 spett.)\| Arbitro: \| Merk \| |
| Arbitro:                                             | Merk      |               |         |                                                                |

| Arbitro: | Wagner |

|                        |           |  |
| Albertz 40’ Meijer 50’ | Marcatori |  |

| Stoccarda 11 agosto 2001, ore 15:30 CEST 3ª giornata | Stoccarda | 0 – 0 referto | Werder Brema | Gottlieb-Daimler-Stadion (22 000 spett.)\| Arbitro: \| Koop \| |
| Arbitro:                                             | Koop      |               |              |                                                                |

| Arbitro: | Meyer |

|                            |           |                                    |
| Nikl 38’ Wenzel 50’ (aut.) | Marcatori | 4’, 61’ Ganea 58’ Todt 88’ Adhemar |

| Stoccarda 8 settembre 2001, ore 15:30 CEST 5ª giornata | Stoccarda | 0 – 0 referto | Hertha Berlino | Gottlieb-Daimler-Stadion (22 500 spett.)\| Arbitro: \| Gagelmann \| |
| Arbitro:                                               | Gagelmann |               |                |                                                                     |

| Arbitro: | Aust |

|  |           |                             |
|  | Marcatori | 8’ Seitz 65’ (rig.) Balăkov |

| Arbitro: | Keßler |

|                              |           |               |
| Balăkov 55’ (rig.) Ganea 85’ | Marcatori | 11’ Jakobsson |

| Arbitro: | Meyer |

|                               |           |  |
| Élber 9’, 13’, 59’ Sérgio 90’ | Marcatori |  |

| Arbitro: | Weiner |

|                               |           |  |
| Bordon 35’ Ganea 52’ Hleb 54’ | Marcatori |  |

| Arbitro: | Sippel |

|                                                 |           |          |
| Roberto 24’ Živković 59’ Lúcio 63’ Berbatov 85’ | Marcatori | 9’ Ganea |

| Arbitro: | Fandel |

|                        |           |  |
| Tiffert 11’ Endreß 89’ | Marcatori |  |

| Arbitro: | Stark |

|            |           |  |
| Ricken 51’ | Marcatori |  |

| Arbitro: | Steinborn |

|                                  |           |  |
| Meißner 4’ Tiffert 75’ Seitz 90’ | Marcatori |  |

| Cottbus 24 novembre 2001, ore 15:30 CET 14ª giornata | Energie Cottbus | 0 – 0 referto | Stoccarda | Stadion der Freundschaft (13 780 spett.)\| Arbitro: \| Krug \| |
| Arbitro:                                             | Krug            |               |           |                                                                |

| Arbitro: | Berg |

|            |           |             |
| Wenzel 48’ | Marcatori | 89’ Küntzel |

| Arbitro: | Kemmling |

|  |           |              |
|  | Marcatori | 65’ Dheedene |

| Arbitro: | Jansen |

|                        |           |                         |
| Ratinho 4’ Lokvenc 63’ | Marcatori | 32’ Meißner 85’ Kurányi |

#### Girone di ritorno
| Colonia 19 dicembre 2001, ore 20:00 CET 18ª giornata | Colonia   | 0 – 0 referto | Stoccarda | Müngersdorfer Stadion (28 000 spett.)\| Arbitro: \| Fleischer \| |
| Arbitro:                                             | Fleischer |               |           |                                                                  |

| Arbitro: | Krug |

|                                          |           |  |
| Ganea 26’ Hertzsch 31’ (aut.) Bordon 77’ | Marcatori |  |

| Arbitro: | Stark |

|          |           |                       |
| Bode 40’ | Marcatori | 62’ Ganea 84’ Tiffert |

| Arbitro: | Koop |

|                      |           |                           |
| Bordon 24’ Ganea 60’ | Marcatori | 15’, 26’ Cacau 77’ Larsen |

| Arbitro: | Sippel |

|                  |           |  |
| Paraíba 16’, 37’ | Marcatori |  |

| Arbitro: | Albrecht |

|                     |           |               |
| Meißner 9’ Hleb 77’ | Marcatori | 89’ Klimowicz |

| Arbitro: | Krug |

|                      |           |           |
| Rydlewicz 30’ (rig.) | Marcatori | 72’ Meira |

| Arbitro: | Aust |

|  |           |                           |
|  | Marcatori | 32’ Santa Cruz 39’ Scholl |

| Arbitro: | Kemmling |

|                      |           |             |
| Wałdoch 60’ Sand 90’ | Marcatori | 78’ Adhemar |

| Arbitro: | Albrecht |

|  |           |                          |
|  | Marcatori | 41’ Brdarić 45’ Berbatov |

| Arbitro: | Krug |

|           |           |                        |
| Cenci 83’ | Marcatori | 75’ Balăkov 82’ Dundee |

| Arbitro: | Merk |

|                                  |           |                      |
| Dundee 33’ Meißner 37’ Ganea 63’ | Marcatori | 51’ Wörns 78’ Koller |

| Arbitro: | Fleischer |

|  |           |                         |
|  | Marcatori | 79’ Meira 87’ Handschuh |

| Stoccarda 14 aprile 2002, ore 17:30 CEST 31ª giornata | Stoccarda | 0 – 0 referto | Energie Cottbus | Gottlieb-Daimler-Stadion (21 000 spett.)\| Arbitro: \| Jansen \| |
| Arbitro:                                              | Jansen    |               |                 |                                                                  |

| Arbitro: | Aust |

|                    |           |                        |
| Houdt 68’ Auer 80’ | Marcatori | 48’ Balăkov 84’ Dundee |

| Arbitro: | Fröhlich |

|                                   |           |                             |
| Max 52’ (rig.), 60’ Borimirov 79’ | Marcatori | 20’ Dundee 45’, 63’ Meißner |

| Arbitro: | Krug |

|                                       |           |                                          |
| Meißner 42’, 65’ Dundee 46’ Ganea 73’ | Marcatori | 44’ (rig.) Lincoln 60’ Hristov 71’ Klose |

### Coppa di Germania
| Arbitro: | Anklam |

|                        |           |                                         |
| Urgast 12’ Neitzel 15’ | Marcatori | 59’ Gerber 65’, 89’ Adhemar 87’ Kurányi |

| Arbitro: | Albrecht |

|  |           |                     |
|  | Marcatori | 41’ Seitz 58’ Ganea |

| Arbitro: | Weiner |

|                                |                      |                              |
| Balăkov 67’ (rig.) Carnell 93’ | Marcatori            | 7’ Pürk 103’ Šuker           |
| Adhemar Meißner Soldo          | Tiri di rigore 2 – 4 | Wiesinger Max Šuker Hoffmann |

## Statistiche

### Statistiche di squadra
| Competizione      | Punti | In casa | In casa | In casa | In casa | In casa | In casa | In trasferta | In trasferta | In trasferta | In trasferta | In trasferta | In trasferta | Totale | Totale | Totale | Totale | Totale | Totale | DR |
| Competizione      | Punti | G       | V       | N       | P       | Gf      | Gs      | G            | V            | N            | P            | Gf           | Gs           | G      | V      | N      | P      | Gf     | Gs     | DR |
| ----------------- | ----- | ------- | ------- | ------- | ------- | ------- | ------- | ------------ | ------------ | ------------ | ------------ | ------------ | ------------ | ------ | ------ | ------ | ------ | ------ | ------ | -- |
| Bundesliga        | 50    | 17      | 8       | 5       | 4       | 25      | 16      | 17           | 5            | 6            | 6            | 22           | 27           | 34     | 13     | 11     | 10     | 47     | 43     | +4 |
| Coppa di Germania | -     | 1       | 0       | 1       | 0       | 2       | 2       | 2            | 2            | 0            | 0            | 6            | 2            | 3      | 2      | 1      | 0      | 8      | 4      | +4 |
| Totale            | 50    | 18      | 8       | 6       | 4       | 27      | 18      | 19           | 7            | 6            | 6            | 28           | 29           | 37     | 15     | 12     | 10     | 55     | 47     | +8 |

### Andamento in campionato
| Giornata  | 1 | 2  | 3  | 4 | 5  | 6 | 7 | 8 | 9 | 10 | 11 | 12 | 13 | 14 | 15 | 16 | 17 | 18 | 19 | 20 | 21 | 22 | 23 | 24 | 25 | 26 | 27 | 28 | 29 | 30 | 31 | 32 | 33 | 34 |
| --------- | - | -- | -- | - | -- | - | - | - | - | -- | -- | -- | -- | -- | -- | -- | -- | -- | -- | -- | -- | -- | -- | -- | -- | -- | -- | -- | -- | -- | -- | -- | -- | -- |
| Luogo     | C | T  | C  | T | C  | T | C | T | C | T  | C  | T  | C  | T  | C  | C  | T  | T  | C  | T  | C  | T  | C  | T  | C  | T  | C  | T  | C  | T  | C  | T  | T  | C  |
| Risultato | N | P  | N  | V | N  | V | V | P | V | P  | V  | P  | V  | N  | N  | P  | N  | N  | V  | V  | P  | P  | V  | N  | P  | P  | P  | V  | V  | V  | N  | N  | N  | V  |
| Posizione | 8 | 15 | 16 | 7 | 10 | 7 | 5 | 6 | 5 | 6  | 5  | 8  | 8  | 7  | 8  | 8  | 8  | 10 | 9  | 8  | 9  | 9  | 8  | 9  | 9  | 9  | 9  | 9  | 9  | 8  | 8  | 8  | 8  | 8  |

Legenda:

Luogo: C = Casa; T = Trasferta. Risultato: V = Vittoria; N = Pareggio; P = Sconfitta.

### Statistiche dei giocatori
| Giocatore     | Bundesliga | Bundesliga | Bundesliga  | Bundesliga | Coppa di Germania | Coppa di Germania | Coppa di Germania | Coppa di Germania | Totale   | Totale | Totale      | Totale     |
| Giocatore     | Presenze   | Reti       | Ammonizioni | Espulsioni | Presenze          | Reti              | Ammonizioni       | Espulsioni        | Presenze | Reti   | Ammonizioni | Espulsioni |
| ------------- | ---------- | ---------- | ----------- | ---------- | ----------------- | ----------------- | ----------------- | ----------------- | -------- | ------ | ----------- | ---------- |
| A. Adhemar    | 28         | 2          | 1           | 0          | 2                 | 2                 | 2                 | 0                 | 30       | 4      | 3           | 0          |
| B. Adrion     | 0          | 0          | 0           | 0          | 0                 | 0                 | 0                 | 0                 | 0        | 0      | 0           | 0          |
| K. Balăkov    | 30         | 4          | 0           | 0          | 2                 | 1                 | 1                 | 0                 | 32       | 5      | 1           | 0          |
| M. Bordon     | 28         | 3          | 3           | 3          | 2                 | 0                 | 0                 | 0                 | 30       | 3      | 3           | 3          |
| M. Braun      | 1          | 0          | 0           | 0          | 0                 | 0                 | 0                 | 0                 | 1        | 0      | 0           | 0          |
| B. Carnell    | 12         | 0          | 1           | 0          | 3                 | 1                 | 0                 | 0                 | 15       | 1      | 1           | 0          |
| A. Caruso     | 0          | 0          | 0           | 0          | 0                 | 0                 | 0                 | 0                 | 0        | 0      | 0           | 0          |
| S. Dundee     | 12         | 5          | 0           | 0          | 1                 | 0                 | 0                 | 0                 | 13       | 5      | 0           | 0          |
| J. Endreß     | 9          | 1          | 0           | 0          | 0                 | 0                 | 0                 | 0                 | 9        | 1      | 0           | 0          |
| T. Ernst      | 3          | 0          | 0           | 0          | 0                 | 0                 | 0                 | 0                 | 3        | 0      | 0           | 0          |
| I. Ganea      | 23         | 10         | 1           | 0          | 3                 | 1                 | 0                 | 0                 | 26       | 11     | 1           | 0          |
| H. Gerber     | 15         | 0          | 1           | 0          | 1                 | 1                 | 0                 | 0                 | 16       | 1      | 1           | 0          |
| S. Handschuh  | 1          | 1          | 0           | 0          | 0                 | 0                 | 0                 | 0                 | 1        | 1      | 0           | 0          |
| T. Hildebrand | 31         | 0          | 1           | 0          | 3                 | 0                 | 0                 | 0                 | 34       | 0      | 1           | 0          |
| A. Hinkel     | 30         | 0          | 2           | 0          | 3                 | 0                 | 1                 | 0                 | 33       | 0      | 3           | 0          |
| A. Hleb       | 32         | 2          | 1           | 0          | 3                 | 0                 | 0                 | 0                 | 35       | 2      | 1           | 0          |
| S. Kocholl    | 1          | 0          | 0           | 0          | 0                 | 0                 | 0                 | 0                 | 1        | 0      | 0           | 0          |
| K. Kurányi    | 5          | 1          | 2           | 0          | 1                 | 1                 | 0                 | 0                 | 6        | 2      | 2           | 0          |
| F. Lechner    | 0          | 0          | 0           | 0          | 0                 | 0                 | 0                 | 0                 | 0        | 0      | 0           | 0          |
| R. Marques    | 23         | 0          | 1           | 0          | 3                 | 0                 | 0                 | 0                 | 26       | 0      | 1           | 0          |
| A. Masić      | 0          | 0          | 0           | 0          | 0                 | 0                 | 0                 | 0                 | 0        | 0      | 0           | 0          |
| F. Meira      | 14         | 2          | 2           | 0          | 0                 | 0                 | 0                 | 0                 | 14       | 2      | 2           | 0          |
| S. Meißner    | 26         | 8          | 7           | 2          | 3                 | 0                 | 0                 | 0                 | 29       | 8      | 7           | 2          |
| F. Morena     | 0          | 0          | 0           | 0          | 0                 | 0                 | 0                 | 0                 | 0        | 0      | 0           | 0          |
| M. Rundio     | 1          | 0          | 0           | 0          | 0                 | 0                 | 0                 | 0                 | 1        | 0      | 0           | 0          |
| T. Schneider  | 0          | 0          | 0           | 0          | 0                 | 0                 | 0                 | 0                 | 0        | 0      | 0           | 0          |
| J. Seitz      | 28         | 2          | 6           | 0          | 3                 | 1                 | 0                 | 0                 | 31       | 3      | 6           | 0          |
| Z. Soldo      | 33         | 0          | 6           | 0          | 3                 | 0                 | 0                 | 0                 | 36       | 0      | 6           | 0          |
| C. Tiffert    | 27         | 3          | 6           | 0          | 2                 | 0                 | 0                 | 1                 | 29       | 3      | 6           | 1          |
| J. Todt       | 19         | 1          | 5           | 0          | 0                 | 0                 | 0                 | 0                 | 19       | 1      | 5           | 0          |
| R. Vujevic    | 1          | 0          | 0           | 0          | 0                 | 0                 | 0                 | 0                 | 1        | 0      | 0           | 0          |
| T. Wenzel     | 32         | 1          | 3           | 1          | 3                 | 0                 | 0                 | 0                 | 35       | 1      | 3           | 1          |